# Oligota grandis
Oligota grandis – gatunek chrząszczy z rodziny kusakowatych i podrodziny Aleocharinae.
Gatunek ten opisany został w 1976 roku przez S.A. Williamsa.
Chrząszcz o ciele długości 1,5 mm i szerokości 0,5 mm, ubarwionym błyszcząco czarno z czerwonymi pokrywami oraz rudobrązowymi głaszczkami szczękowymi i odnóżami. Punktowanie głowy, przedplecza  i pokryw jest delikatne. Odwłok jest węższy niż przód ciała i ma na całej długości delikatnie zaokrąglone boki. Powierzchnię tergitów zdobią drobne guzki, a tych od czwartego do szóstego także krótkie żeberka. Piąty tergit jest mniej więcej tak długi jak szósty. Samiec ma zwężony ku szczytowi edeagus.
Owad endemiczny dla Nowej Zelandii.